# Сији
Сији (фр. Cilly) насеље је и општина у североисточној Француској у региону Пикардија, у департману Ен (Пикардија) која припада префектури Лаон.
По подацима из 2011. године у општини је живело 223 становника, а густина насељености је износила 23,98 становника/km². Општина се простире на површини од 9,3 km². Налази се на средњој надморској висини од 96 метара (максималној 167 m, а минималној 81 m).

## Демографија
| 1962. | 1968. | 1975. | 1982. | 1990. | 1999. | 2011. |
| ----- | ----- | ----- | ----- | ----- | ----- | ----- |
| 326   | 344   | 251   | 251   | 265   | 246   | 223   |

График промене броја становника у току последњих година